# 應曉薇
應曉薇（1964年9月14日—），中華民國政治人物、前演員，中國國民黨籍，現任臺北市議員。出生於彰化縣，原名應秀萍，曾用名應曉緯、應曉葳、應牧廷。
1980年代至2000年，她出演多齣電視劇，以中視的《神雕俠侶》為處女作。演藝事業之餘，她亦擔任臺北看守所教誨志工20餘年，並輔導多名死刑犯。曾擔任中國國民黨中央常務委員、法務部犯罪矯正協會理事、新移民女性關懷協會常務理事、沈春池文教基金會秘書長等職務。

## 演藝時期

### 電視劇
| 時間   | 頻道 | 劇名                 | 角色           | 備註                                                  |
| 1984年 | 中視 | 神雕俠侶             | 郭襄           | 首播時間：1984年6月17日                               |
| 1984年 | 中視 | 鹿鼎記               | 沐劍屏         | 首播時間：1984年10月14日                              |
| 1985年 | 中視 | 傲嘯江湖             | 宛兒           | 首播時間：1985年1月21日                               |
| 1985年 | 中視 | 神州俠侶             | 公孫燕         | 首播時間：1985年3月10日                               |
| 1985年 | 中視 | 飛燕驚龍             | 沈霞琳         | 首播時間：1985年8月25日                               |
| 1986年 | 中視 | 彩霞滿天             |                |                                                       |
| 1986年 | 中視 | 蟬翼傳奇             | 唐羽仙         | 片頭演員名單為「應曉緯」。                            |
| 1986年 | 中視 | 家和萬事興           | 盧靜儂         | 片頭演員名單為「應曉緯」。                            |
| 1987年 | 中視 | 珍珠傳奇             | 王嬪           | 首播時間：1987年5月25日，片頭演員名單為「應曉葳」。   |
| 1989年 | 中視 | 一世情緣             | 鐵守容         |                                                       |
| 1989年 | 中視 | 京城獵人             | 鞏青青         | 首播時間：1989年7月4日                                |
| 1990年 | 中視 | 茉莉花開             | 丁小倩         |                                                       |
| 1990年 | 中視 | 再生花               | 秦若涵         |                                                       |
| 1990年 | 中視 | 新西遊記             | 寶妹           |                                                       |
| 1990年 | 中視 | 又見夕陽紅           | 林佳貞         |                                                       |
| 1991年 | 中視 | 老板的四個男人       |                | 首播時間：1991年1月29日                               |
| 1991年 | 中視 | 一代名妓李師師       | 方映紅         |                                                       |
| 1992年 | 中視 | 薔薇                 | 薇             |                                                       |
| 1993年 | 臺視 | 紅塵無淚             | 方子昭         |                                                       |
| 1993年 | 華視 | 劉伯溫傳奇－雙玉良緣 | 柳伶玉         | 首播時間：1993年3月22日                               |
| 1993年 | 華視 | 包青天－探陰山       | 柳金嬋         | 包青天全41單元共236集， 1993年2月23日~1994年1月18日。 |
| 1993年 | 華視 | 包青天－孔雀膽       | 徐玉娘         | 包青天全41單元共236集， 1993年2月23日~1994年1月18日。 |
| 1995年 | 中視 | 水晶花               | 唐婉青         |                                                       |
| 1995年 |      | 為愛燃燒             | 吳錚錚         |                                                       |
| 1997   | 中視 | 保鑣                 | 趙琪瑛         |                                                       |
| 1997   |      | 圖騰印               |                | 為戲剃光頭                                            |
| 1997   | 臺視 | 一品夫人芝麻官       | 林吟秋、陳若曦 |                                                       |
| 2000年 | 臺視 | 神仙動員令           | 觀世音         |                                                       |

### 電影
| 時間   | 片名     | 角色   |
| 1989年 | 魔界怪譚 | 醜八怪 |

## 從政
2010年獲中國國民黨提名，當選台北市第五選區（中正、萬華）市議員，並連任至今。
2020年當選中央常務委員，為中國國民黨史上首位演藝界出身的中常委。
2023年報備參選立委卻未獲國民黨中央同意，她遂而請辭國民黨黨職的中央委員與中評委，並抨擊黨背棄選民且呼籲同黨的競爭對手鍾小平應請辭議員。
2024年8月，因涉入京華城案而遭收押。

## 言論及爭議

### 動議冷水驅街友
2011年12月11日，台北市政府派人在冬天寒夜到萬華艋舺公園向街友噴水驅逐。配合先前應曉薇在議會質詢時，說出「誰往遊民身上灑就撥獎金」等言論，引發民眾怒火，部分團體表示準備發動罷免。應曉薇於25日公開道歉，隨後又在臉書上發布貼文：「萬華600多個遊民，大多數天天喝酒簽六合彩，還有HIV愛滋病帶原者，你們一再以人權為主張，萬華居民的無助你們了解嗎？過去幾年已槍決的死刑犯不止一位，他們姦殺數名其中最小三歲幼童和婦女的惨劇你們沒看到嗎？」言論刻意將弱勢群體與罪犯連結，再度引發民眾強烈不滿。

#### 妨害名譽告訴
2012年3月，應曉薇對當代漂泊協會等相關團體提出妨害名譽告訴。檢察官經三個月調查認定應曉薇在在市議會之發言顯係要求台北市公園處在執行灑水清掃時，往遊民身上灑水之意，至為灼然。於2012年7月20日做出不起訴處分結案。

### 龍山寺紅包場事件
2013年4月，應曉薇得知蒲公英協會預計將在16日動員街友抗議，並發放午、晚餐便當各一份，立刻向北市市場處檢舉龍山寺B2地下街承租的蒲公英協會違反租用契約，設立色情歌舞場所。經台北市商業處判定成立，市場處於5月1日宣布終止合約。業者控訴北市府商業處成為應曉薇的打手，向市議員林瑞圖陳情。認為台北市政府曾勘查後認定為飲食業者，且開放式的卡拉OK與色情歌舞場所並不相同。應曉薇稱得知解約消息後，「我當下開心得哭了！」

### 指控社福團體利用街友歛財
2015年6月8日，應曉薇召開記者會，指控萬華附近的社福機構向社會局不當請款，其中芒草心慈善協會利用遊民歛財。並指控創辦人張獻忠違反公務人員利益迴避法在外成立協會申請社會局補助，並審核自己協會的申請計畫。當日社會局發佈聲明，張獻忠並無經手申請案件及核銷審查，沒有審核自己協會的申請計畫，也沒有利益迴避的問題。
2015年11月3日，應曉薇在議會質詢上指控，新北市志願協會主任、芒草心常務監事黃梅英與社會局內部人員勾結，擔任社會局的「補助審查委員」，審核自己協會的補助，更在103年5月8日自己審查芒草心協會的補助，更給予高達70萬元的補助金。應曉薇痛批根本是「球員兼裁判，重創市府公信力」，要求台北市長柯文哲應徹底監督政風處、辦到底，維護全體社工聲譽。
2015年12月11日，臺北市社會局調查，當時聘請黃梅英擔任複審委員時，其就已擔任該芒草心協會常務監事，該協會代表於出席複審會議時，並未主動告知社會局，已構成行政程序法第119條第1項第2款「對重要事項提供不正確資料或為不完全陳述，致使行政機關依該資料或陳述而作成行政處分者。」故社會局撤銷芒草心協會當年補助之審定結果，並追討已撥付之款項。
2016年5月11日，臺灣大學支援芒草心協會，在「嘖嘖」平台進行募資，成功募得新台幣167萬餘元，相關款項運用於街友在修繕方面的技能教學，以及修補弱勢家戶的住屋。。

### 學歷造假
應曉薇於2018年市議員選舉選舉公報上登載之所謂「溫哥華生命科學研究所碩士」被揭發是違反中央選舉委員會法規（刊登外國學歷須有學位證書、駐外使館驗證、且畢業學校為教育部所認可等三要件）的假學歷 。旺旺集團旗下中國電視公司獨家宣稱台北市選委會說應曉薇於八年前的馬英九、郝龍斌時代已提出檢附證明審核過關，不需要複檢。但教育部所公告之臺灣「各級學校名錄」與「外國大學參考名冊所列院校」之加拿大不列顛哥倫比亞省（溫哥華所在政區）大學名錄均無所謂「溫哥華生命科學研究所」或「中華易經學院生命科學研究所」。

### 涉嫌賄選不起訴
2022地方選舉結束後，應曉薇順利當選第14屆台北市中正、萬華區議員。12月1日，台北地檢署指揮調查局搜索、約談應曉薇等5人，疑似是涉嫌餐會賄選。當日檢察官複訊後將應曉薇請回。應曉薇表示，這是選舉恩怨，她沒做違法的事。2023年3月，檢方認為應曉薇出席餐會，雖有尋求支持言語，並無期約賄選犯意，將全案不起訴處分。

### 指控士林國中合作社違法
2023年10月18日，應曉薇召開記者會指控北市士林國中員生消費合作社違法經營，其指控內容包括：
- 做假帳，每月淨賺20萬元，帳面卻是虧損5萬元[36]
- 販售炸雞塊、含糖飲料、披薩（但披薩為校園食品）等高熱量食品[37]
- 遇到稽查時，換掛「教師專區」牌子規避[38]
- 校長利用合作社營利謀取私利、中飽私囊[39]
- 校長包庇違法經營合作社長達六年[40]
- 學務主任夫妻把持合作社，並逼迫學校午餐秘書兼任合作社櫃台[41]

對於上述指控，校方僅承認部分，校長並澄清絕無中飽私囊狀況。
真實情況尚有待釐清，各方觀點不盡相同。

### 京華城弊案
2015年，應曉薇與威京總部集團主席沈慶京搭同航班共赴澳門，兩人坐在一起。 選區在中正區與萬華區的應曉薇在六年期間，共替非選區松山區京華城案召開多達三十場的協調會，平均約二個月召開一次，使不符合都市更新或危老重建條件的京華城容積率由原訂392%增至840%，遭外界質疑護航業者。市議員趙怡翔對該案表示「幾乎成為京華城案的全職議員」，市議員許淑華亦指此已違法圖利，使沈慶京額外獲利超過市價新台幣400億元。
2024年8月，臺北地方法院檢察署在調查京華城案過程中將應曉薇列為被告。27日晚，應曉薇原欲由桃園國際機場飛往香港，發現已遭限制出境後轉往臺中機場，隨後被內政部移民署攔下，由檢方拘提。同日，台北地檢署指揮法務部廉政署搜索應曉薇議會辦公室、約談應曉薇，並且移送複訊。8月29日凌晨，檢方在複訊後認為疑似收受沈慶京賄款的應曉薇有逃亡、串證之虞且罪嫌重大，將其聲請羈押禁見。臺北地法院裁定羈押禁見二個月，送往法務部矯正署臺北女子看守所。她的外省掛黑道松聯幫前堂主男友王尊侃則因帳戶用來參與接收賄款，而於訊後以新台幣500萬元交保。
10月28日，臺北地方法院裁定延長羈押二個月。
12月26日，應曉薇被起訴，檢察官建議法院判處應曉薇對於違背職務之行為收受賄賂罪，處13年有期徒刑，併科罰金3000萬元，褫奪公權10年；洗錢罪部分，則求處3年6月有期徒刑，併科罰金2000萬元。12月底交保。
2025年1月2日，再度被臺北地方法院裁定羈押禁見。

## 參選紀錄
| 年度 | 選舉屆數               | 選舉區           | 所屬政黨   | 得票數 | 得票率 | 當選標記 | 備註 |
| ---- | ---------------------- | ---------------- | ---------- | ------ | ------ | -------- | ---- |
| 2010 | 第十一屆臺北市議員選舉 | 臺北市第五選舉區 | 中國國民黨 | 18,764 | 9.89%  |          |      |
| 2014 | 第十二屆臺北市議員選舉 | 臺北市第五選舉區 | 中國國民黨 | 21,092 | 10.83% |          |      |
| 2018 | 第十三屆臺北市議員選舉 | 臺北市第五選舉區 | 中國國民黨 | 15,029 | 8.38%  |          |      |
| 2022 | 第十四屆臺北市議員選舉 | 臺北市第五選舉區 | 中國國民黨 | 19,440 | 11.39% |          |      |

## 外部連結
- 臺北市議會應曉薇議員官方網站 （页面存档备份，存于）
- 應曉薇祝您幸福的Facebook專頁
- 應曉薇的Facebook專頁
- YouTube上的應曉薇服務團隊頻道
- YouTube上的Angela Ying頻道
- 應曉薇在豆瓣上的资料（简体中文）